# Grandrupt-de-Bains
Grandrupt-de-Bains – miejscowość i gmina we Francji, w regionie Grand Est, w departamencie Wogezy.
Według danych na rok 1990 gminę zamieszkiwały 73 osoby, a gęstość zaludnienia wynosiła 20 osób/km² (wśród 2335 gmin Lotaryngii Grandrupt-de-Bains plasuje się na 972. miejscu pod względem liczby ludności, natomiast pod względem powierzchni na miejscu 1124.).